# 水門汀城 (密歇根州)
水門汀城（英語：Cement City）是位於美國密歇根州傑克遜縣哥倫比亞鎮區及萊納維縣伍德斯托克鎮區的一個村。

## 人口
根據2020年美國人口普查的數據，水門汀城的面積為2.40平方千米，當中陸地面積為2.31平方千米，而水域面積為0.09平方千米。當地共有人口424人，而人口密度為每平方千米176人。